# پرچم سائوتومه و پرنسیپ

پرچم ملی سائوتومه و پرینسیپ

پرچم جنبش آزادی‌بخش سائوتومه و پرینسیپ

پرچم سائوتومه و پرنسیپ با تناسب ۱ به ۲ در ۵ نوامبر ۱۹۷۵ پذیرفته شد. این پرچم از سه نوار افقی غیر هم‌اندازه تشکیل شده است که دو نوار سبزرنگ در بالا و پایین و یک نوار زردرنگ با دوبرابر اندازهٔ دو نوار دیگر که دو ستارهٔ سیاه پنج‌پر نیز در درونش قرار گرفته‌اند در وسط آندو قرار دارد. مثلثی سرخرنگ نیز که قاعده‌اش در اهتزازگاه پرچم و رأسش به سوی بخش پرواز آن است در بخش اهتزاز پرچم واقع شده است. این پرچم دارای رنگ‌های پان آفریقایی است با این وجود طرح آن از پرچم جنبش آزادیبخش (۱۹۷۲) گرفته شده است و تنها تفاوت آن دو در هم‌اندازه بودن نوارهای افقی پرچم جنبش است.

## نمادشناسی
در پرچم سائوتومه و پرنسیپ رنگ سبز نماد پوشش گیاهی غنی آن سرزمین، قرمز نماد تلاش‌های انجام‌گرفته برای دستیابی به استقلال و زرد نشانگر کاکائو، یکی از مهمترین محصولات کشاورزی آن کشور است. دو ستارهٔ سیاه نیز نماد دو جزیرهٔ اصلی سائوتومه و پرنسیپ است.